# Uranus (Astrologie)

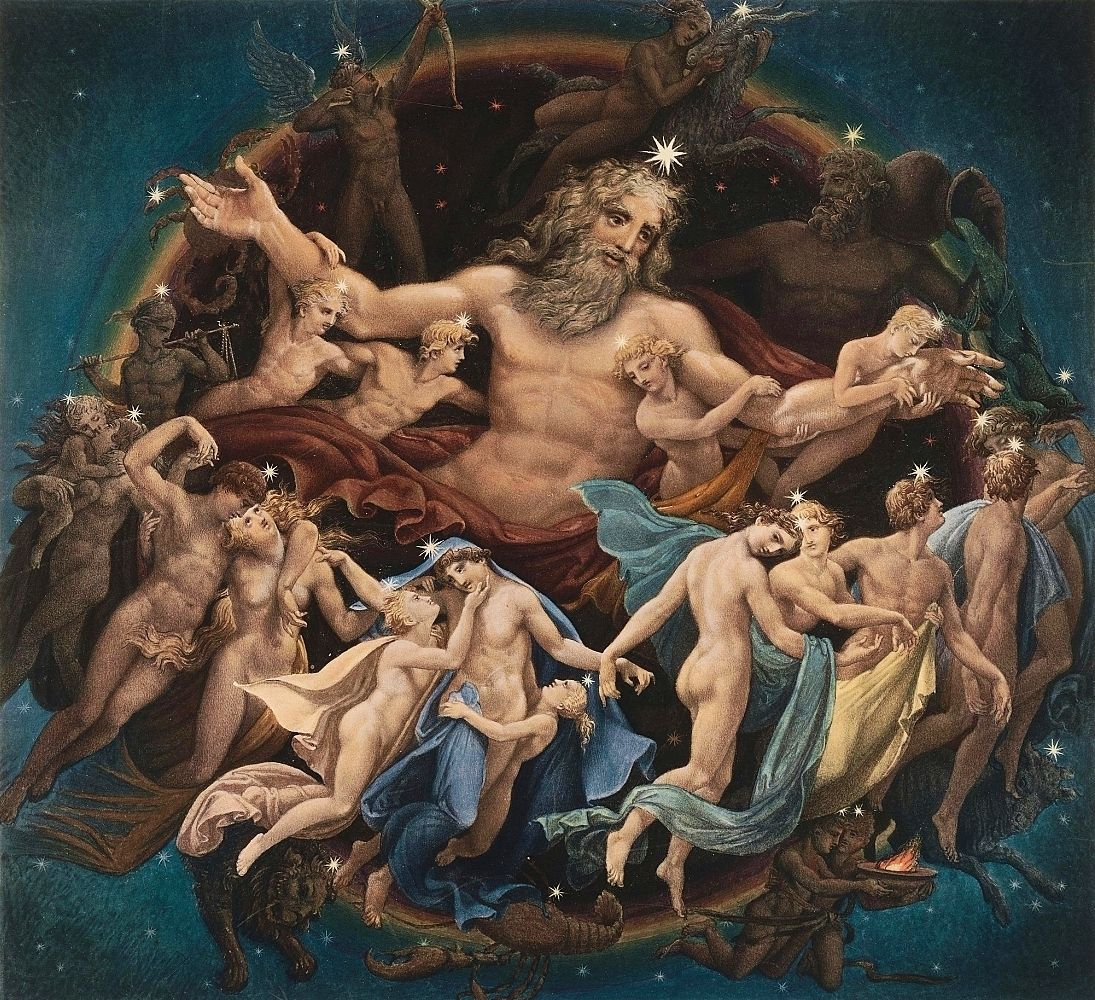
Uranus und der Tanz der Sterne (Karl Friedrich Schinkel, 1834)

Uranus ist im geozentrischen Weltbild der westlichen Astrologie einer der modernen Planeten. Der Planet Uranus ist mit einer maximalen Helligkeit von +5,28 mag für das bloße Auge kaum sichtbar und war daher der antiken Astrologie nicht bekannt, die ihr System auf der Grundlage der sichtbaren sieben Planeten entwickelte. Schon vor seiner Entdeckung als Planet wurden Beobachtungen aufgezeichnet, die erste bekannte von John Flamsteed 1690.
Als sich bewegender Planet und Teil des Sonnensystems entdeckt wurde Uranus von William Herschel 1781. Ihm zu Ehren erhielt er zunächst den Namen Herschel, obwohl Herschel selbst den neuen Planeten zu Ehren des damaligen englischen Königs Georg III. Georgium Sidus („Georgs Stern“) nannte. Letztlich durchgesetzt hat sich aber der mythologisch orientierte Vorschlag von Johann Elert Bode:

„Bereits in der am 12ten März 1782 bei der hiesigen naturforschenden Gesellschaft vorgelesenen Abhandlung, habe ich den Namen des Vaters vom Saturn, nemlich Uranos, oder wie er mit der lateinischen Endung gewöhnlicher ist, Uranus vorgeschlagen, und habe seit dem das Vergnügen gehabt, daß verschiedene Astronomen und Mathematiker in ihren Schriften oder in Briefen an mich, diese Benennung aufgenommen oder gebilligt. Meines Erachtens muß man bei dieser Wahl die Mythologie befolgen, aus welcher die uralten Namen der übrigen Planeten entlehnen worden; denn in der Reihe der bisher bekannten, würde der von einer merkwürdigen Person oder Begebenheit der neuern Zeit wahrgenommene Name eines Planeten sehr auffallen. Diodor von Cicilien erzählt die Geschichte der Atlanten, eines uralten Volks, welches eine der fruchtbarsten Gegenden in Africa bewohnte, und die Meeresküsten seines Landes als das Vaterland der Götter ansah. Uranus war ihr erster König, Stifter ihres gesittetern Lebens und Erfinder vieler nützlichen Künste. Zugleich wird er auch als ein fleißiger und geschickter Himmelsforscher des Alterthums beschrieben. […] Noch mehr: Uranus war der Vater des Saturns und des Atlas, so wie der erstere der Vater des Jupiters.“

Bodes Stimme hatte auch insofern besonderes Gewicht, als der Abstand des neuen Planeten von der Sonne mit 19,2 AE ziemlich genau dem Abstand entsprach, den ein auf den Saturn folgender Planet der Titius-Bode-Reihe nach haben sollte. Die Titius-Bode-Reihe war eine von Johann Daniel Titius empirisch gefundene und von 1772 Johann Elert Bode bekanntgemachte numerische Beziehung für die Abstandentwicklung der Planeten. Diese Zahlenbeziehung wird heute mit Resonanzen bei den Umlaufzeiten von Planeten und Monden erklärt, wodurch bestimmte ganzzahlige Verhältnisse bevorzugt werden.
Die siderische Umlaufzeit des Uranus beträgt rund 84 Jahre, das heißt, dass der Uranus etwa alle 7 Jahre in ein neues Tierkreiszeichen tritt. Er gehört damit zu den Langsamläufern. Seine synodische Umlaufzeit, das heißt die Zeit von einer Opposition zur Sonne bis zur nächsten, ist rund 370 Tage. Während dieser Zeit wird er einmal für 5 Monate rückläufig.
Das astronomische und astrologische Symbol des Uranus ist  (Unicode U+2645), das durch das enthaltene H-Monogramm auf den Entdecker Herschel hinweist. Alternativ gibt es das hauptsächlich von Astrologen verwendete, vom alchemistischen Symbol für Platin abgeleitete Zeichen  (Unicode U+26E2).

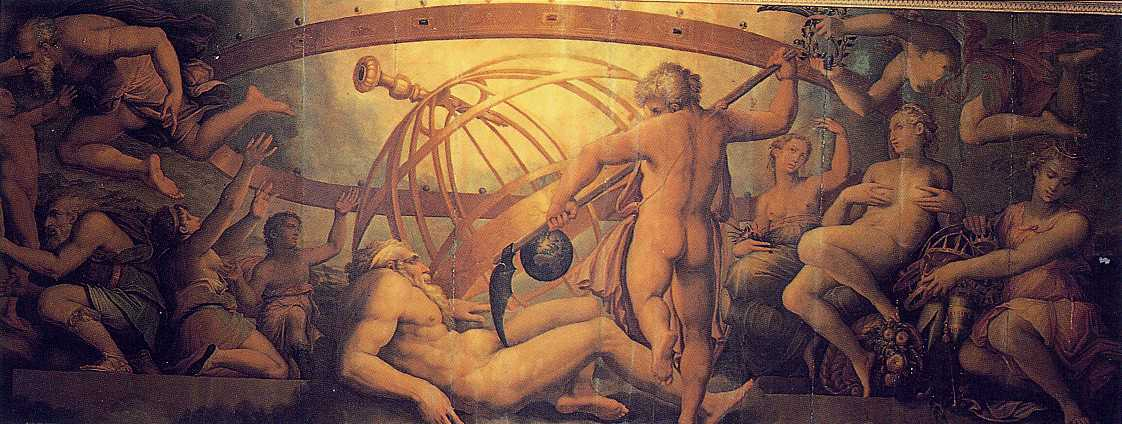
Uranos wird von Kronos entmannt (Deckengemälde von Giorgio Vasari im Palazzo Vecchio)

Dem Uranus entspricht in der Mythologie der griechische Himmelsgott Uranos, der Vater der Titanen, unter ihnen Kronos, der römische Saturn. Diese Verbindung von Uranus mit einer antiken mythologischen Basis hätte als Fundament dienen können für die Einordnung des neuentdeckten Uranus in das System der westlichen Astrologie. Aber einerseits durch die lange bestehende Unsicherheit hinsichtlich des Namens und andererseits durch den Zeitpunkt der Entdeckung 1781 kam der mythologische Charakter des Uranos in der Astrologie kaum zum Tragen. Die Zeit der Uranus-Entdeckung war zugleich eine Zeit großer Umwälzungen: 1776 die amerikanische Unabhängigkeitserklärung, 1783 der Sieg der USA im Unabhängigkeitskrieg und 1789 die Französische Revolution mit der nachfolgenden Umgestaltung Europas in den Napoleonischen Kriegen. Zudem ist die Umlaufperiode so lang, dass sie in der Regel nicht mit individuellem Schicksal, sondern eher mit den großen, globalen Entwicklungen in Beziehung gesetzt wird. Daher kam es, dass Uranus assoziiert wurde mit Umsturz, Revolution und nicht vorhersehbaren globalen Entwicklungen.

## Zuordnungen
Da der Uranus erst in der Neuzeit entdeckt wurde, ist er nicht in das klassische System der Zuordnungen integriert. Eine erste Einordnung nahm der britische Astrologe Robert Cross Smith 1828 vor, indem er Uranus als Tagherrscher im Wassermann bestimmte. Demnach ist er im Krebs im Exil. Er teilt sich mit Saturn die anderen Würden und gilt daher als Nebenherrscher im Steinbock und neben Saturn als Häuserherrscher im 11. Haus. Diese Zuordnungen werden heute allgemein akzeptiert.
Uranus soll in 25° Skorpion erhöht und dementsprechend in 25° Stier im Fall sein.
Weiterhin wird Uranus gelegentlich als „höhere Oktave“ des Merkur bezeichnet, das heißt, dass er in einer Analogiebeziehung steht und gewisse Merkmale des Merkur aufwiese, allerdings sein Einfluss auf einer wesentlich längeren Zeitskala wirke.
Eine Einordnung als Wohltäter bzw. Übeltäter gilt heute für die transsaturnischen Planeten als nicht angemessen.

## Deutung
Die folgende Zusammenstellung von Stichworten zu verschiedenen Deutungsaspekten folgt Herbert von Klöckler. Dabei beziehen sich „stark“/„schwach“ und „harmonisch“/„disharmonisch“ auf die Stellung des Uranus in den Zeichen bzw. seinen Aspektierungen.:
| stark und harmonisch                          | stark und disharmonisch                       | schwach und evtl. disharmonisch               |
| Naturprinzip: Plötzlichkeit, Gewaltsamkeit    | Naturprinzip: Plötzlichkeit, Gewaltsamkeit    | Naturprinzip: Plötzlichkeit, Gewaltsamkeit    |
| biologisch: Nervensystem                      | biologisch: Nervensystem                      | biologisch: Nervensystem                      |
| organisch: Hirnhaut, Rückenmark               | organisch: Hirnhaut, Rückenmark               | organisch: Hirnhaut, Rückenmark               |
| psychologisch: Intuition, Rhythmus (zeitlich) | psychologisch: Intuition, Rhythmus (zeitlich) | psychologisch: Intuition, Rhythmus (zeitlich) |
| --------------------------------------------- | --------------------------------------------- | --------------------------------------------- |
| Erlebnisreichtum                              | Sensationshunger                              | Gleichgültigkeit                              |
| Beweglichkeit                                 | Sprunghaftigkeit                              | Unbeweglichkeit                               |
| Anregbarkeit                                  | Erregbarkeit, Reizbarkeit, Nervosität         | Apathie                                       |
| Reformfreude                                  | Neuerungssucht                                | Rückständigkeit                               |
| Intuition                                     | Phantastik, Verschrobenheit, Skurrilität      | Langweiligkeit                                |
| Selbständigkeits- und Freiheitsdrang          | Eigensinn, Mangel an Bindung                  | Unselbständigkeit                             |
| Temperament: schizoid-nervös                  |                                               |                                               |